# Ou Jiang
Ou Jiang (kinesiska: 瓯江) är ett vattendrag i Kina.   Det ligger i provinsen Zhejiang, i den östra delen av landet, omkring 250 kilometer söder om provinshuvudstaden Hangzhou.
Genomsnittlig årsnederbörd är 2 185 millimeter. Den regnigaste månaden är juni, med i genomsnitt 294 mm nederbörd, och den torraste är januari, med 75 mm nederbörd.